# Тамайа-Пуебло (Нью-Мексико)
Санта-Ана-Пуебло (англ. Santa Ana Pueblo) — переписна місцевість (CDP), індіанське пуебло народності керіс в окрузі Сандовал штату Нью-Мексико. Населення — 673 особи (2020).

## Географія
Санта-Ана-Пуебло розташована за координатами 35°21′8″ пн. ш. 106°30′55″ зх. д. / 35.35222° пн. ш. 106.51528° зх. д. (35.352287, -106.515378).  За даними Бюро перепису населення США в 2010 році переписна місцевість мала площу 19,50 км², з яких 18,17 км² — суходіл та 1,33 км² — водойми.

## Демографія
Згідно з переписом 2010 року, у переписній місцевості мешкало 610 осіб у 164 домогосподарствах у складі 139 родин. Густота населення становила 31 особа/км².  Було 185 помешкань (9/км²).
Расовий склад населення:
| - 96,4 % — корінних американців - 1,8 % — білих - 0,2 % — вихідців з тихоокеанських островів |

До двох чи більше рас належало 1,1 %. Частка іспаномовних становила 4,1 % від усіх жителів.
За віковим діапазоном населення розподілялося таким чином: 29,0 % — особи молодші 18 років, 61,3 % — особи у віці 18—64 років, 9,7 % — особи у віці 65 років та старші. Медіана віку мешканця становила 31,0 року. На 100 осіб жіночої статі у переписній місцевості припадало 88,3 чоловіків;  на 100 жінок у віці від 18 років та старших — 81,2 чоловіків також старших 18 років.
Середній дохід на одне домашнє господарство  становив 49 536 доларів США (медіана — 46 458), а середній дохід на одну сім'ю — 52 855 доларів (медіана — 49 167). Медіана доходів становила 27 679 доларів для чоловіків та 31 528 доларів для жінок. За межею бідності перебувало 14,9 % осіб, у тому числі 24,7 % дітей у віці до 18 років та 13,9 % осіб у віці 65 років та старших.
Цивільне працевлаштоване населення становило 268 осіб. Основні галузі зайнятості: мистецтво, розваги та відпочинок — 35,8 %, освіта, охорона здоров'я та соціальна допомога — 22,4 %, публічна адміністрація — 17,2 %.